# Alkoholna jetrna bolezen
Alkoholna jetrna bolezen je bolezen jeter, ki je posledica dolgotrajnega čezmernega pitja alkohola. Izraz zajema več pojavnih oblik jetrne bolezni, ki jo povzroča alkohol. V začetku se kaže kot zamaščenost (maščobna infiltracija) jeter ali alkoholni hepatitis; obe obliki sta še reverzibilni. Pri nekaterih bolnikih pa bolezen napreduje in se razvijeta jetrna fibroza in alkoholna ciroza s progresivnim potekom bolezni. V razvitem svetu predstavlja najpogostejšo jetrno bolezen. Zamaščenost jeter se pojavi pri več kot 90 % posameznikov, ki čezmerno uživajo alkohol, 25 % jih razvije hujši alkoholni hepatitis, pri okoli 15 % pa pride do ciroze jeter.

## Dejavniki tveganja
Med poznane dejavnike tveganja za razvoj alkoholne jetrne bolezni spadajo:
- Količina zaužitega alkohola: 60–80 g alkohola na dan pri moških in 20 g na dan za ženske v trajanju 20 let znatno poveča tveganje za razvoj alkoholnega hepatitisa in jetrne fibroze, in sicer za 6 do 41 %. Ena enota alkoholne pijače pomeni 14 g alkohola.[5][6]
- Vzorec pitja: pitje alkohola zunaj časa obrokov zveča tveganje za razvoj alkoholne jetrne bolezni za okoli trikrat.[7]
- Spol: ženske so dvakrat bolj občutljive za razvoj alkoholne jetrne bolezni in pri njih se lahko le-ta pojavi v krajšem obdobju in pri manjših količinah alkohola. Razlogi so lahko manjše izločanje encima alkohol dehidrogenaze v črevesju, večjem deležu telesnega maščevja in spremenjena absorpcija maščob iz prebavil zaradi menstrualnega cikla.[7]
- Okužba s hepatitisom C: kronični hepatitis C lahko znatno pospeši proces poškodbe jetrnega tkiva.[7]
- Dedni dejavniki: dedni dejavniki so pomembni tako za dovzetnost za alkoholizem kot razvoj alkoholne jetrne bolezni. Če eden od enojajčnih prekomerno pije in ima alkoholno jetrno bolezen, je verjetnost, da bo alkoholik in cirotik tudi drugi, večja kot pri dvojajčnih dvojčkih. Razlog so lahko polimorfizmi encimov, ki se vpletajo v presnovo alkohola, kot so ADH, ALDH in CYP4502E1; geni, povezani z mitohondrijsko disfunkcijo in polimorfizmi citokinov. Vendar pa doslej niso identificirali določenih polimorfizmov, ki bi bili čvrsto povezani s tveganjem za razvoj alkoholne jetrne bolezni.
- Preobremenitev z železom (hemokromatoza)
- Prehrana: nedohranjenost, zlasti pomanjkanje vitaminov A in E, lahko poslabša alkoholno jetrno bolezen zaradi zaviranja regeneracije jetrnih celic. Gre za pomemben vidik, saj je nedohranjenost zaradi slabe prehrane, neješčnosti in encefalopatije pri alkoholikih pogosta.[7]

## Patogeneza
Mehanizem nastanka alkoholne jetrne bolezni ni povsem pojasnjen. Okoli 80 % zaužitega alkohola potuje skozi jetra, kjer poteka proces razstrupljanja. Alkohol se v jetrnih celicah oksidira s pomočjo encima alkohol dehidrogenaze in nastane acetaldehid. Kronično pitje alkohola povzroči sproščanje provnetnih citokinov (TNF-alfa, interlevkin 6 in interlevkin 8), oksidativni stres, lipidno peroksidacijo in toksične učinke acetaldehida. V jetrnih celicah najprej nastopijo motena oksidacija lipidov s posledičnim povečanim kopičenjem. Sledi z acetaldehidom sprožen oksidativni stres s poškodbo in propadanjem hepatocitov, kar aktivira vnetni odziv in fibrogenezo. Naposled postopen fibrotičen preustroj jeter vodi v končno stopnjo – cirozo. Razlog, zakaj se alkoholna jetrna bolezen pojavi le pri nekaterih osebah, ki prekomerno uživajo alkohol, ni znan. Jetra imajo sicer tudi veliko sposobnost obnavljanja in četudi odmre 75 % jetrnih celic, lahko jetra dalje opravljajo svojo funkcijo normalno.

## Znaki in simptomi
V začetku je bolezen običajno brezsimptomna. Zamaščenost lahko povzroči povečanje jeter, v laboratorijskih izvidih so značilno povišani jetrni transaminazi (aspartatna transminaza praviloma bolj kot alaninska transaminaza), gamaglutamilna transferaza (GGT) ter povprečni volumen eritrocitov. Alkoholni hepatitis lahko povzroči zlatenico, splošno slabo počutje in pomanjkanje teka, v laboratorijskih izvidih so poleg povišanega serumskega bilirubina in malo povišanih transaminaz povišani še vnetni parametri. Lahko se razvije akutna jetrna odpoved z jetrno komo. Simptomi alkoholne jetrne ciroze so podobni kot pri drugih vrstah ciroze.

## Zdravljenje
Bistvena je abstinenca od alkohola. Zlasti bolniki, ki imajo sočasno okužbo s hepatitisom C, se morajo popolnoma zdržati pitja alkohola, in sicer zaradi tveganja za pospešeno napredovanje jetrne bolezni. Za zdravljenje odtegnitvenega sindroma se uporabljajo klometiazol in benzodiazepini (diazepam, lorazepam), v trajanju največ 10–14 dni. Bolniki z alkoholnim hepatitisom se običajno zdravijo bolnišnično; pri blažjih oblikah se uporablja podporno zdravljenje s tekočinami, enteralno prehrano in dodatkom vitaminov skupine B. Težje oblike z znaki akutne jetrne odpovedi lahko zahtevajo zdravljenje s sistemskimi kortikosteroidi.
V redkih primerih je jetrna ciroza lahko povratna, vendar v večini primerov ne pride do izboljšanja; edino obliko ozdravitve predstavlja presaditev jeter. Preživetje bolnikov po presaditvi jeter je podobno kot pri bolnikih z nealkoholno jetrno boleznijo. Merila za presaditev so enaka kot pri drugih jetrnih boleznih, le da sta potrebna tudi šestmesečna abstinenca od alkohola ter psihiatrova ocena.